# San José Manzanitos
San José Manzanitos är en ort i Mexiko.   Den ligger i kommunen Chilchotla och delstaten Puebla, i den sydöstra delen av landet, 200 km öster om huvudstaden Mexico City. San José Manzanitos ligger 2 642 meter över havet och antalet invånare är 1 088.
Terrängen runt San José Manzanitos är kuperad åt nordost, men åt sydväst är den bergig. Runt San José Manzanitos är det ganska tätbefolkat, med 65 invånare per kvadratkilometer. Närmaste större samhälle är Rafael J. García, 3,4 km öster om San José Manzanitos. I omgivningarna runt San José Manzanitos växer i huvudsak blandskog.